# Doriano Romboni
Doriano Romboni (Lerici, 8 de dezembro de 1968 — Latina, 30 de novembro de 2013) foi um piloto italiano de motociclismo. Era considerado um dos mais destacados motociclistas de seu país na década de 1990.
Entre 1989 e 1990, competiu pela extinta categoria 125cc (atual Moto3), pilotando motos da Honda, que o acompanharia durante boa parte da carreira, e conquistando duas vitórias (Alemanha Ocidental e Holanda, ambas em 1990). Destacou-se na divisão 250cc (atual Moto2) entre 1991 e 1995, vencendo três corridas (Áustria, Alemanha e Brasil).
Representando Aprilia e MuZ-Weber, Romboni disputou a 500cc (principal categoria da MotoGP, onde, tirando um terceiro lugar na etapa da Holanda, em 1997, seus resultados foram mais modestos em relação à sua passagem pelas categorias abaixo da principal. Entre 1999 e 2004, correu no Campeonato Mundial de Superbike, sendo que esteve presente na divisão italiana em seus dois últimos anos de carreira, encerrada ainda em 2004.

## Morte
Em 30 de novembro de 2013, oito dias antes de completar 45 anos de idade, Romboni, já aposentado das pistas (estava trabalhando como funcionário da Federação Italiana de Motociclismo), foi convidado para disputar o Sic Supermoto Day, evento motociclístico que homenageava seu compatriota Marco Simoncelli, falecido em acidente no GP da Malásia de 2011. Durante a segunda sessão de treinos, ao cair de sua moto, foi atingido por outro italiano, Gianluca Vizziello, sofrendo várias fraturas e um edema cerebral.
Levado ao hospital Santa Maria Goretti, em Latina, Romboni chegou a ser resgatado com vida, mas não resistiu à gravidade dos ferimentos.